# Geotrogus stupidus
Geotrogus stupidus är en skalbaggsart som beskrevs av Leon Fairmaire 1860. Geotrogus stupidus ingår i släktet Geotrogus och familjen Melolonthidae. Inga underarter finns listade i Catalogue of Life.